# Balthasar Schmitt

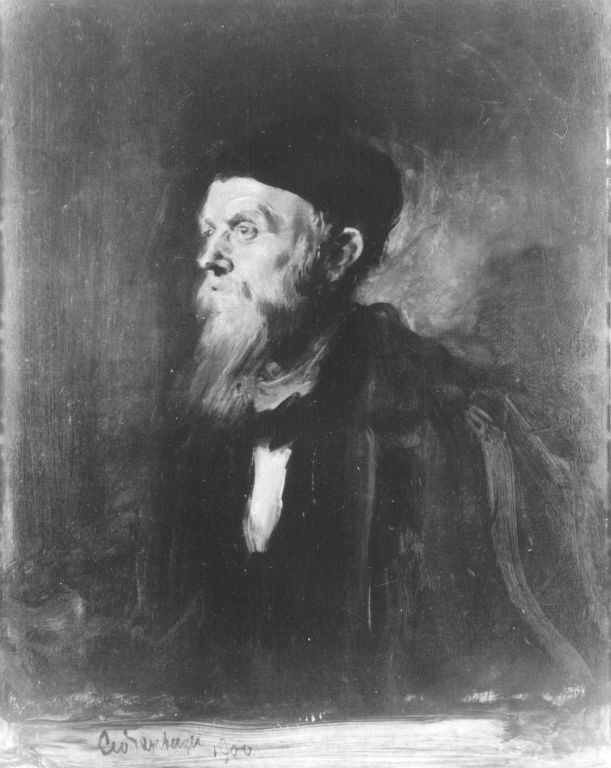
Balthasar Schmitt, gemalt von Leo Samberger

Balthasar Schmitt (* 29. Mai 1858 in Aschach bei Bad Bocklet; † 1. Mai 1942 in München) war ein deutscher Bildhauer, Medailleur und Hochschullehrer.

## Leben
Balthasar Schmitt wurde als dritter Sohn von Johann Michael Schmitt und dessen Ehefrau Barbara Schmitt geb. Beutler (* 30. November 1817 in Großenbrach; † 9. September 1894 in Aschach), die am 18. November 1849 geheiratet hatten, geboren. Schmitt selbst hat trotz mehrerer Verehrerinnen nie geheiratet. Unterstützung erfuhr er von seinen ebenfalls ledig gebliebenen Nichten Clementine (1890–1970) und Loni (Apollonia), den Töchtern seines Bruders Johann Schmitt, die ihm an seinem späteren Wohnort in Solln (heute Stadtteil von München) bis zu seinem Tod den Haushalt führten.
Schmitt erhielt seine künstlerische Ausbildung zunächst bei Michael Bauer (* 8. Juni 1853; † 8. Juni 1922), einem Autodidakten am Ort, dann in der Lehre beim Bildhauer Michael Arnold in Bad Bocklet. Die Lehre bei Arnold dauerte wegen dessen frühen Todes nur kurz. Schmitt schuf für Arnolds Grab ein Bronzerelief, das sich seit der Auflassung von Arnolds Grab am Turm der alten Bad Bockleter Pfarrkirche befindet.
Gefördert vom Aschacher Arzt Werner und vom Aschacher Schlossherrn Graf Friedrich von Luxburg erhielt er nach Studien an der Kunstgewerbeschule Nürnberg (Januar 1878 bis 1880) sowie an der Münchner Kunstakademie (Oktober 1880 bis Juli 1880) später von der Martin-von-Wagner-Stiftung der Julius-Maximilians-Universität Würzburg ein Stipendium für seine Arbeiten Eine Skizze des klagenden Hiob als Einzelfigur und Begräbnis einer Märtyrerin zu einem zweijährigen Studienaufenthalt in Italien. Während seines Aufenthalts in Rom hatte Schmitt die Gelegenheit, an einer Generalaudienz für Künstler bei Papst Leo XIII. teilzunehmen. Künstlerisch wurde Schmitt während seines Romaufenthalts von historischen Künstlern wie Donatello und Luca della Robbia beeinflusst. Als künstlerische Arbeit, zu der er laut Stipendienbedingungen verpflichtet war, fertigte er das Gipsrelief Adam und Eva nach dem Sündenfall.

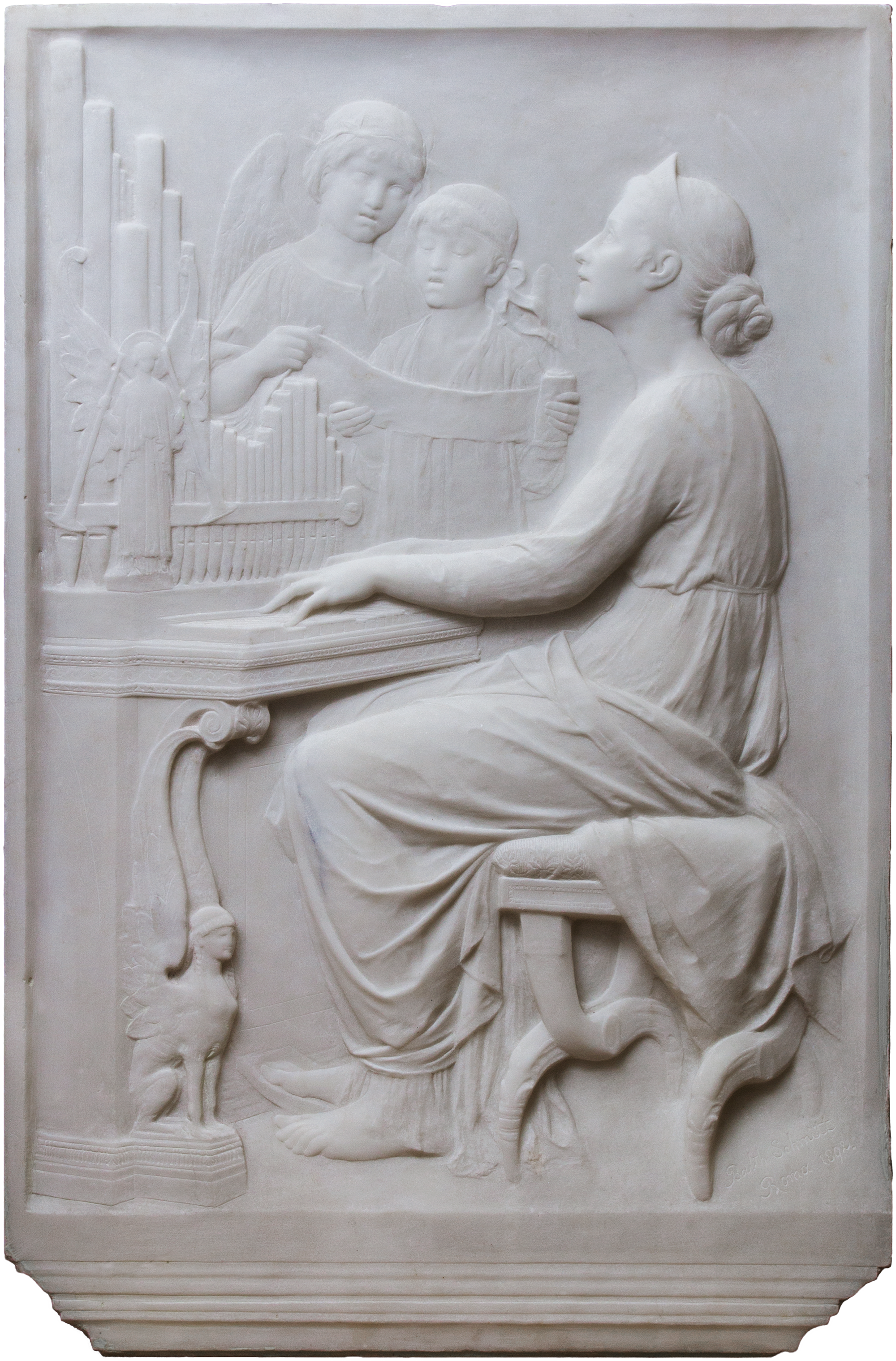
Marmor-Relief der heiligen Cäcilia, orgelspielend mit zwei singenden Engeln, geschaffen 1892 in Rom

Nach seiner Rückkehr aus Italien ließ sich Schmitt in München nieder und verbrachte immer noch jedes Jahr seinen Urlaub in Aschach, wo er im Jahr 1900 sein Geburtshaus durch einen Neubau ersetzte. Auf dem Aschacher Friedhof errichtete Schmitt für seine Eltern ein schmuckvolles Grabmal, das seine Mutter mit einem in der Rhön üblichen Kopftuch darstellt. In dem Grab wurden später auch Schmitts 1970 verstorbene Nichten Clementine und Loni beigesetzt. Zudem erinnert der Grabstein an Schmitts gleichnamigen Großneffen Balthasar (1902–1944), der ebenfalls Grafiker und Bildhauer war und im Zweiten Weltkrieg in Ostpreußen fiel.
In München erhielt er in der Zeit der sich nach der Gründerkrise langsam erholenden Baukonjunktur zahlreiche Aufträge und betrieb ab 1891 zeitweise gemeinsam mit dem Bildhauer Thomas Buscher ein Atelier an der Karlstraße. In Solln wohnte Schmitt in einer 1902 errichteten repräsentativen Villa. Nach Schmitts letztem Willen sollte die Villa samt den Ateliers nach seinem Tod aufgegeben werden, jedoch wohnte seine Nichte Clementine noch bis zum Jahr 1967 im Haus, das danach zusammen mit den Ateliers im Jahr 1970 abgerissen wurde.
Als Mitbegründer der Deutschen Gesellschaft für christliche Kunst und zunächst Verweser der Professur für Christliche Kunst (ab 1903) an der Münchner Kunstakademie wurden ihm überwiegend Aufträge für sakrale Kunst übertragen. Zu seinen Schülern gehörten unter anderen Ludwig Gies, Wilhelm Jaeger und Karl Romeis. Als Schmitt im Jahr 1905 zum ordentlichen Professor berufen werden sollte, wurden anonyme Vorwürfe laut, die die räumliche Distanz seines Privatateliers und seine angebliche häufige Abwesenheit von der Akademie betrafen, sich aber praktisch als haltlos erwiesen.
Der von ihm geschaffene und nach dem bayerischen Prinzregenten Luitpold benannte Luitpoldbrunnen in Königshofen wurde am 1. Oktober 1911 der Öffentlichkeit übergeben. Schmitt ließ die Brunnenfigur der Schnitterin, das Symbol für die Fruchtbarkeit des Grabfeldgaues, zusätzlich als Nippes-Figur produzieren und vermarkten, also in einer Art historisches Merchandising.
1908 wurde Schmitt vom Prinzregenten mit dem Verdienstorden vom Hl. Michael IV. Klasse sowie am 30. Dezember 1912 von Prinzregent Ludwig III. mit der III. Klasse des gleichen Ordens ausgezeichnet. Er war Ehrenmitglied der katholischen Studentenverbindung KDStV Aenania München im CV.
Nach Erreichen der im Zuge der allgemeinen Sparmaßnahmen erlassenen Altersgrenze wurde Schmitt am 23. Dezember 1923 pensioniert. Am 5. März 1925 wurde Schmitt Ehrenmitglied der Kunstakademie. Balthasar Schmitt war auch ordentliches Mitglied im Deutschen Künstlerbund.

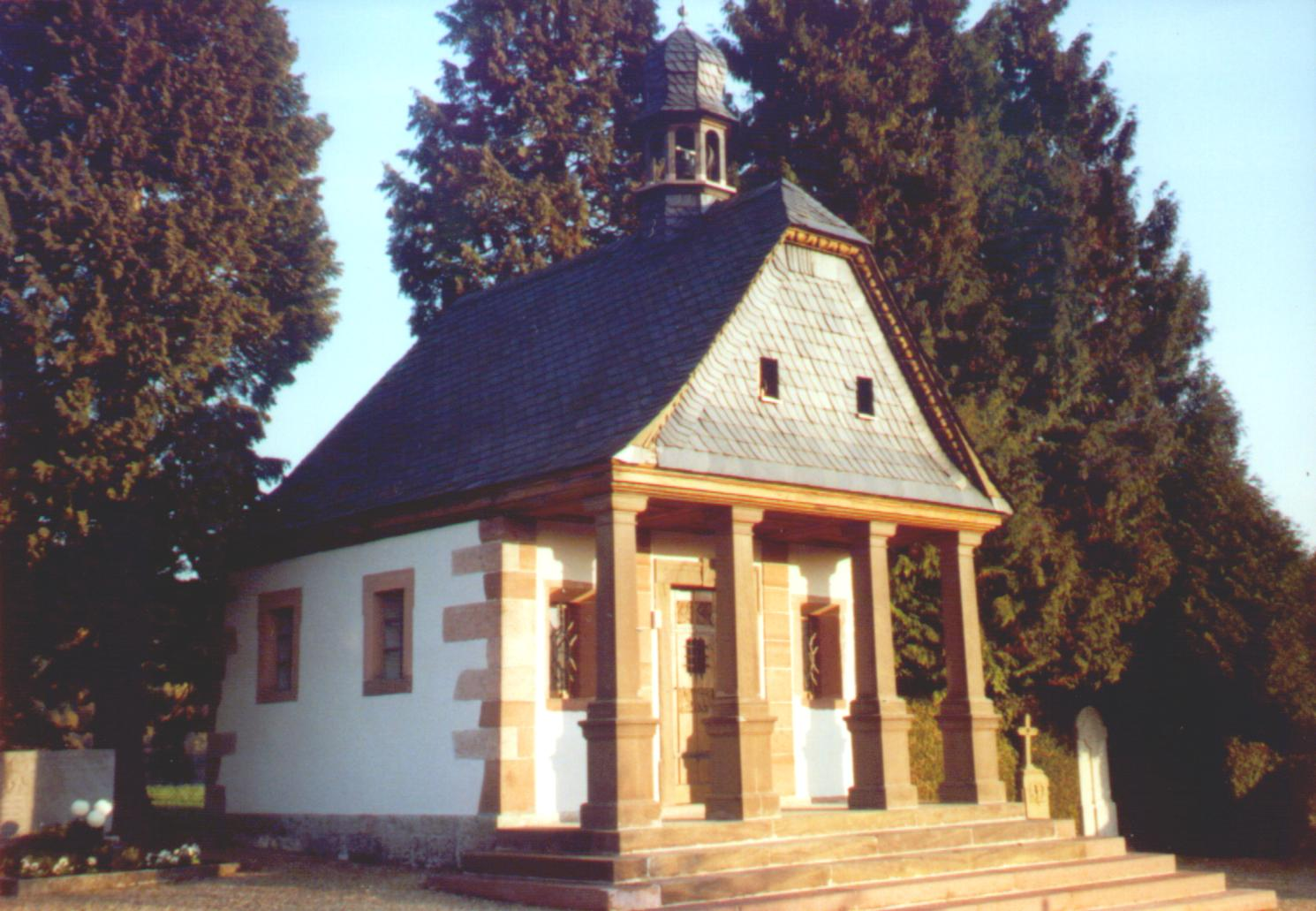
Friedhofskapelle auf dem Aschacher Friedhof

1921 errichtete der zeitlebens mit seinem Heimatort verbundene Schmitt auf dem Aschacher Friedhof eine Kapelle für die Schmerzhafte Muttergottes. Als im Jahr 1936 seine jüngere Schwester M. Clementine Schmitt starb, ließ er sie nicht im Familiengrab bestatten, sondern unter einer schlichten Grabplatte direkt vor der Friedhofskapelle und bestimmte diese Grabstätte auch für sich selbst.
Schmitt starb am 1. Mai 1942 in seinem Haus in Solln an Herzlähmung. Über die Aussegnungsfeier am 4. Mai 1942 auf dem Münchner Ostfriedhof wurde ausführlich in der Tageszeitung Münchner Neueste Nachrichten berichtet. Schmitts Leichnam wurde nach den Wünschen des Verstorbenen auf dem Aschacher Friedhof vor der von ihm gestifteten Kapelle beigesetzt. Am gleichen Tag erschien ein ausführlicher Nachruf in der Bad Kissinger Saale-Zeitung, den Herausgeber Theo Schachenmayer persönlich verfasst hatte.

## Werke (Auswahl)

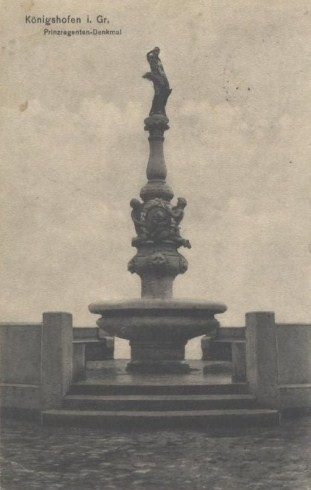
Luitpoldbrunnen in Bad Königshofen

- 1889: Kriegerdenkmal für die Opfer des Deutsch-Französischen Krieges vor der St.-Trinitatis-Kirche in Aschach
- 1894: Fresko Die Heilige Familie, Kruzifix am Hochaltar und Dreifaltigkeitsrelief im Chor in der St.-Trinitatis-Kirche in Aschach (Fresko später übertüncht)
- 1895: Bronzestandbild des Heiligen Kilian auf dem Kiliansbrunnen in Würzburg, auf dem Bahnhofsvorplatz
- 1895: Majolikareliefs in der katholischen Stadtpfarrkirche St. Ursula in München
- 1898/1899: Altäre für die Pfarrkirche St. Georg in Thalhausen
- 1904: Kriegerdenkmal am Bad Kissinger Bahnhof
- nach 1905: Hochaltar für die Pfarrkirche St. Maximilian in München
- 1911: Luitpoldbrunnen in Königshofen
- 1911: Bildstock, sog. Sollner Säule, in München-Solln, in der Nähe von Schmitts Wohnsitz
- 1923?: Gefallenendenkmal für die Opfer des Ersten Weltkriegs vor der St.-Trinitatis-Kirche in Aschach
- 1926: Steinbach-Madonna
- 1930: Schnitzfiguren von Petrus und Paulus und Relief-Medaillons in der Pfarrkirche St. Johann Baptist in München-Solln